# إحصاء شتوي
الإحصاءات الشتوية هي تقاويم أو تواريخ مصورة سُجّلت فيها السجلات والأحداث القبلية من قبل الأمريكيين الأصليين في أمريكا الشمالية. استخدمت قبائل القدم السوداء وماندان وكيوا ولاكوتا وقبائل السهول الأخرى الإحصاءات الشتوية على نطاق واسع. يوجد ما يقرب من مائة إحصاء شتوي، لكن العديد منها مكرر.